# Džbánice
Džbánice (en allemand : Zbanitz) est une commune du district de Znojmo, dans la région de Moravie-du-Sud, en République tchèque. Sa population s'élevait à 144 habitants en 2020.

## Géographie
Džbánice se trouve à 10 km au sud-ouest de Moravský Krumlov, à 20 km au nord-est de Znojmo, à 37 km au sud-ouest de Brno et à 173 km au sud-est de Prague.
La commune est limitée par Čermákovice au nord, par Vémyslice et Dobelice à l'est, par Skalice au sud, et par Trstěnice à l'ouest.

## Histoire
La première mention écrite de la localité date de 1253.